# Johann Georg Knapp

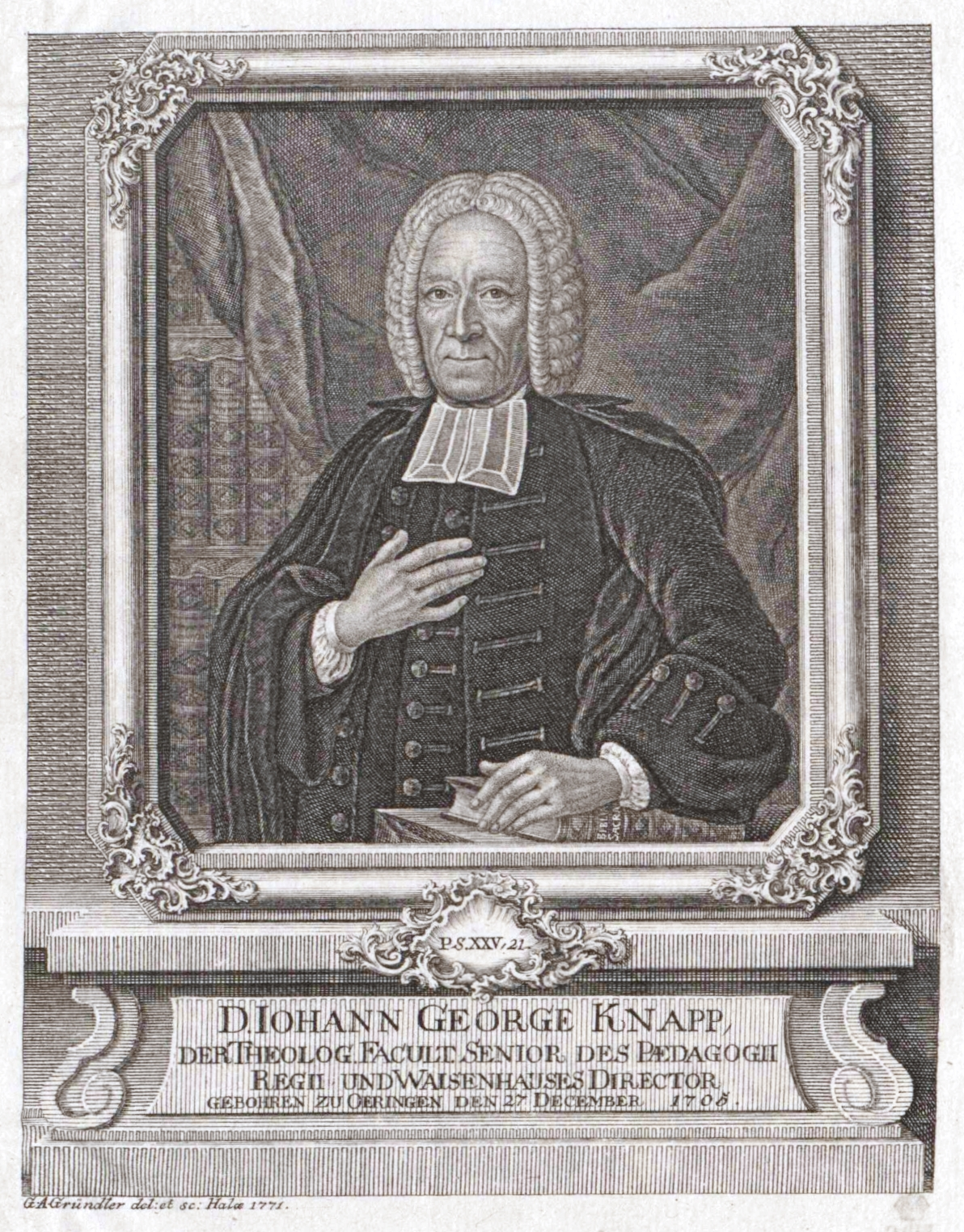
Johann Georg Knapp, Stich von Gottfried August Gründler (1771)

Johann Georg Knapp (* 27. Dezember 1705 in Öhringen; † 30. Juli 1771 in Halle (Saale)) war ein deutscher lutherischer Theologe mit pietistischer Ausrichtung.
Knapp war ein Sohn des hohenlohischen Kammerrates Georg David Knapp. Er begann 1722 ein Jurastudium an der Universität Altdorf, wechselte aber schon 1723 an die Universität Jena, um Evangelische Theologie zu studieren. Am 5. Oktober 1725 immatrikulierte er sich an der Universität Halle und arbeitete nach dem Examen von 1728 bis 1732 als Informator am Pädagogium in Halle. Nach kurzer Tätigkeit als Prediger beim Kadettencorps in Berlin wurde er 1733 zum Generaldekan der Grafschaft Mansfeld berufen. Noch im selben Jahr kehrte er jedoch nach Halle zurück, um das Amt des Inspektors der Latina zu übernehmen. Daneben wurde er 1733 Adjunkt, 1737 außerordentlicher und 1739 ordentlicher Professor an der Theologischen Fakultät. 1740 wurde er zum Dr. theol. promoviert. 1750 amtierte er als Dekan der Fakultät.
Zusätzlich wurde Knapp 1738 Subdirektor und 1739 Kondirektor der Franckeschen Stiftungen. Nach dem Tod von Gotthilf August Francke übernahm er dessen Amt als Direktor der Franckeschen Stiftungen, die sich unter seiner Leitung erfolgreich entwickelten.
Aus seiner 1748 mit Johanna Christiana Weinschenck (1728–1783) geschlossenen Ehe ging der Sohn Georg Christian Knapp hervor, der ebenfalls Theologieprofessor in Halle und Direktor der Franckeschen Stiftungen wurde.

## Werke (Auswahl)
- De disputationum academicaram usu et modo. Grunert, Halle 1738. (Digitalisat)
- Erbauliches Vorbild Heinrich Gottlieb Schuberts, gewesenen Alumni der Lateinischen Schule des Wäysenhauses, Jn einer über Ps. 103 v. 13-18 an die sämtl. Jugend gedachter Schule gehaltenen Ermahnungsrede vorgestellet, und nebst dem Diario des Seligen, wie auch dem Christ-väterlichen Nachruf ... Herrn Heinrich Schuberts, Pastoris Prim. und Insp. zu Zossen ; Der Jugend in den Schulen des Wäysenhauses im Jahr 1743 zur Adventszeit ausgetheilet. Waisenhaus, Halle 1743. (Digitalisat)
- Commentatio theol. de statu animae Christi corpore solutae. Hendel, Halle 1753. (Digitalisat)
- Commentatio theol. de variis Spiritus sancti appellationibus. Hendel, Halle 1753. (Digitalisat)
- Diss. theol. de praecipuis in recto legum ecclesiasticarum usu officiis. Fürst, Halle 1755. (Digitalisat)
- Commentatio theol. de statu temporum nato Christi, et de singulari plane temporis nostri signo. Hendel, Halle 1755. (Digitalisat)
- Disputatio Theologica De Recto Et Genuino Usu Argumentorum Fidem Humanam Facientium In Probanda Divina Origine S. Litterarum. Hendel, Halle 1757. (Digitalisat)
- De voce Lutheri: theologum effici oratione, meditatione ac tentatione . Schneider, Halle 1758. (Digitalisat)